# Nikolaj Apalikov
Nikolaj Sergejevitj Apalikov (ryska: Николай Сергеевич Апаликов), född 26 augusti 1982 i Orsk, Orenburg oblast, Sovjetunionen, är en rysk volleybollspelare. Apalikov blev olympisk guldmedaljör i volleyboll vid sommarspelen 2012 i London.